# 4.ª Brigada Acorazada
La 4.ª Brigada Acorazada "Chorrillos" o 4.ª Brigada Acorazada "Chorrillos" del General Óscar Novoa Fuentes, nace el 22 de diciembre de 2009
con el plan de reestructuración del Ejército de Chile. Su misión es planificar, coordinar y conducir las actividades tendientes a cumplir los objetivos en el área de la disuasión, la colaboración al desarrollo nacional y la integración con la comunidad regional.
Esta unidad táctica tiene su guarnición en la ciudad de Punta Arenas, forma parte de la V División de Ejército y está conformada por:
- Batallón de Infantería Mecanizado n.º 25 "El Roble".
- Grupo de Artillería n.º 7 "Wood".
- Grupo de Blindados n.º 6 "Dragones".
- Compañía de Ingenieros Mecanizados n.º 11 "Tehuelches".
- Pelotón de Artillería Antiaérea.
- Pelotón de Exploración Blindado.
- Pelotón de Telecomunicaciones Motorizado.